# Série Mundial de Pôquer de 2011

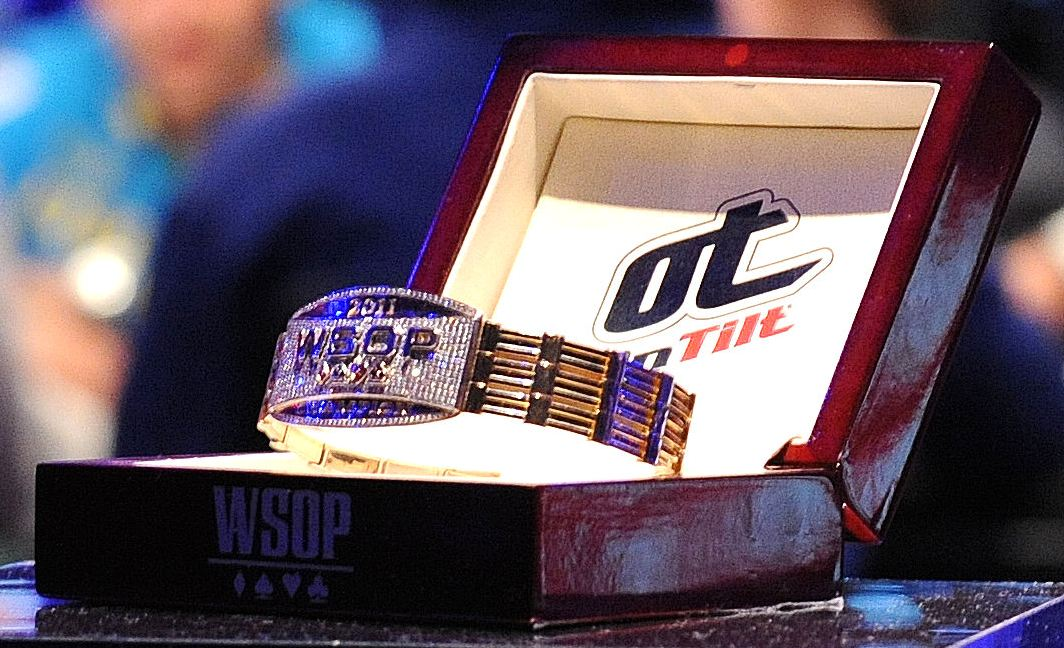
Bracelete de ouro: Troféu entregue ao campeão da Série Mundial de Pôquer de 2011

A Série Mundial de Pôquer 2011 foi a 42ª edição da Série Mundial de Pôquer. Realizada no Rio All-Suite Hotel & Casino em Las Vegas, entre 31 de maio e 19 de julho de 2011. Foram disputados 58 torneios em diferentes modalidades de pôquer, dentre eles o evento principal que define o campeão da Série Mundial de Pôquer. A definição do campeão do evento principal, foi disputada entre os dias 5 e 7 de novembro, no evento denominado November Nine, onde sagrou-se campeão o jogador Pius Heinz.   

## Números
A Série Mundial de Pôquer de 2011 distribuiu um total de US$ 191.999.010,00 de dólares em prêmios para 7709 jogadores dentre seus 58 eventos, foram registrados um total de 75.672 entradas para os torneios, sendo que 6865 para o evento principal, o evento com o maior número de entradas além do evento principal foi o de nº 54, torneio de No Limit Texas Hold'em, com preço de inscrição de US$ 1.000,00. O evento que distribuiu o maior valor em prêmios foi o evento principal, num total de US$ 64.531.00,00, sendo que deste valor US$ 8.711.956,00 foi o prêmio do campeão Pius Heinz. 
Participaram dos torneios jogadores de 105 países diferentes, dentre estes, conquistaram braceletes de ouro: 
- Estados Unidos: 35
- Canadá: 5
- Ucrânia: 4
- França: 4
- Grã Bretanha: 3
- Rússia: 3
- Brasil: 1
- Paquistão: 1
- Suécia: 1

Um jogador foi campeão em mais de um evento da Série Mundial de Pôquer 2011, Brian Rast que conquistou dois braceletes. 

## Eventos
| #  | Evento                                                      | Nº Participantes | Campeão                     | Prêmio     | 2º colocado         | Referência |
| -- | ----------------------------------------------------------- | ---------------- | --------------------------- | ---------- | ------------------- | ---------- |
| 1  | $500 Funcionários do Cassino No Limit Hold'em               | 850              | Sean Drake                  | $82,292    | Jason Baker         | [ 4 ]      |
| 2  | $25,000 Campeonato Heads Up No Limit Hold'em                | 128              | Jake Cody                   | $851,192   | Yevgeniy Timoshenko | [ 5 ]      |
| 3  | $1,500 Omaha Hi-Low Split-8 or Better                       | 925              | Francesco Barbaro           | $262,283   | Kostas Kalathakis   | [ 6 ]      |
| 4  | $5,000 No Limit Hold'em                                     | 865              | Allen Bari                  | $874,116   | Maria Ho            | [ 7 ]      |
| 5  | $1,500 Seven Card Stud                                      | 357              | Eugene Katchalov            | $122,909   | Alessio Isaia       | [ 8 ]      |
| 6  | $1,500 Limit Hold'em                                        | 675              | Harrison Wilder             | $205,065   | Thomas Jamieson     | [ 9 ]      |
| 7  | $10,000 Campeonato Pot Limit Hold'em                        | 249              | Amir Lehavot                | $573,456   | Jarred Solomon      | [ 10 ]     |
| 8  | $1,000 No Limit Hold'em                                     | 4,178            | Sean Getzwiller             | $611,185   | Sadan Turker        | [ 11 ]     |
| 9  | $1,500 2-7 Draw Lowball                                     | 275              | Matt Perrins                | $102,105   | Chris Bjorin        | [ 12 ]     |
| 10 | $1,500 No Limit Hold'em Six Handed                          | 1,920            | Geffrey Klein               | $544,388   | Eddie Blumenthal    | [ 13 ]     |
| 11 | $10,000 Campeonato Omaha Hi-Low Split-8 or Better           | 202              | Viacheslav Zhukov           | $465,216   | George Lind         | [ 14 ]     |
| 12 | $1,500 No Limit Hold'em Tripla Chance                       | 1,340            | David Diaz                  | $352,808   | Anders Meli         | [ 15 ]     |
| 13 | $1,500 No Limit Hold'em Shootout                            | 1,440            | Andrew Badecker             | $369,371   | Robbie Verspui      | [ 16 ]     |
| 14 | $3,000 Limit Hold'em                                        | 337              | Tyler Bonkowski             | $220,817   | Brandon Demes       | [ 17 ]     |
| 15 | $1,500 Pot Limit Hold'em                                    | 765              | Brian Rast                  | $227,232   | Allen Kessler       | [ 18 ]     |
| 16 | $10,000 Campeonato 2-7 Draw Lowball                         | 126              | John Juanda                 | $367,170   | Phil Hellmuth       | [ 19 ]     |
| 17 | $1,500 H.O.R.S.E.                                           | 963              | Aaron Steury                | $289,283   | Michael Chow        | [ 20 ]     |
| 18 | $1,500 No Limit Hold'em                                     | 3,157            | Foster Hays                 | $735,400   | Casey Kelton        | [ 21 ]     |
| 19 | $2,500 Limit Hold'em Six Handed                             | 354              | Darren Woods                | $213,431   | Stephanie Nguyen    | [ 22 ]     |
| 20 | $1,000 No Limit Hold'em                                     | 3,175            | Jason Somerville            | $493,091   | Yashar Darian       | [ 23 ]     |
| 21 | $10,000 Campeonato Seven Card Stud                          | 126              | Bertrand Grospellier        | $331,639   | Steve Landfish      | [ 24 ]     |
| 22 | $1,500 Pot Limit Omaha                                      | 1,071            | Elie Payan                  | $292,825   | Rafael Kibrit       | [ 25 ]     |
| 23 | $2,500 Mistura de Oito Jogos                                | 489              | John Monnette               | $278,144   | Eric Buchman        | [ 26 ]     |
| 24 | $5,000 No Limit Hold'em Shootout                            | 387              | Mark Radoja                 | $436,568   | Jeffrey Gross       | [ 27 ]     |
| 25 | $1,500 Seven Card Stud Hi-Low-8 or Better                   | 606              | Chris Viox                  | $200,459   | Mike Sexton         | [ 28 ]     |
| 26 | $2,500 No Limit Hold'em Six Handed                          | 1,378            | Oleksii Kovalchuk           | $689,739   | Anton Ionel         | [ 29 ]     |
| 27 | $10,000 Campeonato Limit Hold'em                            | 152              | Daniel Idema                | $378,642   | Matthew Gallin      | [ 30 ]     |
| 28 | $1,500 No Limit Hold'em                                     | 2,500            | Andy Frankenberger          | $599,153   | Joshua Evans        | [ 31 ]     |
| 29 | $2,500 10-Game Mix Six Handed                               | 431              | Chris Lee                   | $254,955   | Brian Haveson       | [ 32 ]     |
| 30 | $1,000 Campeonato Seniors No Limit Hold'em                  | 3,752            | James Hess                  | $557,435   | Richard Harwood     | [ 33 ]     |
| 31 | $3,000 Pot Limit Omaha                                      | 685              | Sam Stein                   | $420,802   | Ben Lamb            | [ 34 ]     |
| 32 | $1,500 No Limit Hold'em                                     | 2,828            | Kirk Caldwell               | $668,276   | Corbin White        | [ 35 ]     |
| 33 | $10,000 Campeonato Seven Card Stud Hi-Low Split-8 or Better | 168              | Eric Rodawig                | $442,183   | Phil Hellmuth       | [ 36 ]     |
| 34 | $1,000 No Limit Hold'em                                     | 3,144            | Mark Schmid                 | $488,283   | Justin Cohen        | [ 37 ]     |
| 35 | $5,000 Pot Limit Omaha Six Handed                           | 507              | Jason Mercier               | $619,575   | Hans Winzeler       | [ 38 ]     |
| 36 | $2,500 No Limit Hold'em                                     | 1,734            | Mikhail Lakhitov            | $749,610   | Hassan Babajane     | [ 39 ]     |
| 37 | $10,000 Campeonato H.O.R.S.E.                               | 240              | Fabrice Soulier             | $609,130   | Shawn Buchanan      | [ 40 ]     |
| 38 | $1,500 No Limit Hold'em                                     | 2,192            | Arkadiy Tsinis              | $540,136   | Michael Blanovsky   | [ 41 ]     |
| 39 | $2,500 Pot Limit Hold'em/Omaha                              | 606              | Mitch Schock                | $310,225   | Rodney Brown        | [ 42 ]     |
| 40 | $5,000 No Limit Hold'em Six Handed                          | 732              | Matthew Jarvis              | $808,538   | Justin Filtz        | [ 43 ]     |
| 41 | $1,500 Limit Hold'em Shootout                               | 538              | Justin Pechie               | $167,060   | Dale Eberle         | [ 44 ]     |
| 42 | $10,000 Campeonato Pot Limit Omaha                          | 361              | Ben Lamb                    | $814,436   | Sami Kelopuro       | [ 45 ]     |
| 43 | $1,500 No Limit Hold'em                                     | 2,857            | André Akkari                | $675,117   | Nachman Berlin      | [ 46 ]     |
| 44 | $2,500 Seven Card Razz                                      | 363              | Rep Porter                  | $210,615   | Stephen Su          | [ 47 ]     |
| 45 | $1,000 No Limit Hold'em                                     | 2,890            | Kenneth Griffin             | $455,356   | Jean Luc Marais     | [ 48 ]     |
| 46 | $10,000 Campeonato No Limit Hold'em Six Handed              | 474              | Joe Ebanks                  | $1,158,481 | Chris Moorman       | [ 49 ]     |
| 47 | $2,500 Omaha/Seven Card Stud Hi-Low-8 or Better             | 450              | Owais Ahmed                 | $255,959   | Michael Mizrachi    | [ 50 ]     |
| 48 | $1,500 No Limit Hold'em                                     | 2,713            | Athanasios Polychronopoulos | $650,223   | Simon Charette      | [ 51 ]     |
| 49 | $2,500 2-7 Triple Draw Lowball                              | 309              | Leonard Martin              | $189,818   | Justin Bonomo       | [ 52 ]     |
| 50 | $5,000 No Limit Hold'em Tripla Chance                       | 817              | Antonin Teisseire           | $825,604   | Darryl Ronconi      | [ 53 ]     |
| 51 | $1,500 Pot Limit Omaha Hi-Low Split-8 or Better             | 946              | David Singontiko            | $268,235   | Michael Yee         | [ 54 ]     |
| 52 | $2,500 Hold'em Misto                                        | 580              | Matt Matros                 | $303,501   | Jonathan Lane       | [ 55 ]     |
| 53 | $1,000 Campeonato para Mulheres No Limit Hold'em            | 1,055            | Marsha Wolak                | $192,344   | Karina Jett         | [ 56 ]     |
| 54 | $1,000 No Limit Hold'em                                     | 4,576            | Maxim Lykov                 | $648,880   | Dror Michaelo       | [ 57 ]     |
| 55 | $50,000 Campeonato The Poker Player's                       | 128              | Brian Rast                  | $1,720,328 | Phil Hellmuth       | [ 58 ]     |
| 56 | $1,500 No Limit Hold'em                                     | 3,389            | Alexander Anter             | $777,928   | Nemer Haddad        | [ 59 ]     |
| 57 | $5,000 Pot Limit Omaha Hi-Low Split-8 or Better             | 352              | Nick Binger                 | $397,073   | David Bach          | [ 60 ]     |
| 58 | $10,000 Campeonato No Limit Hold'em (Evento Principal)      | 6,865            | Pius Heinz                  | $8,715,638 | Martin Staszko      | [ 61 ]     |

## November Nine

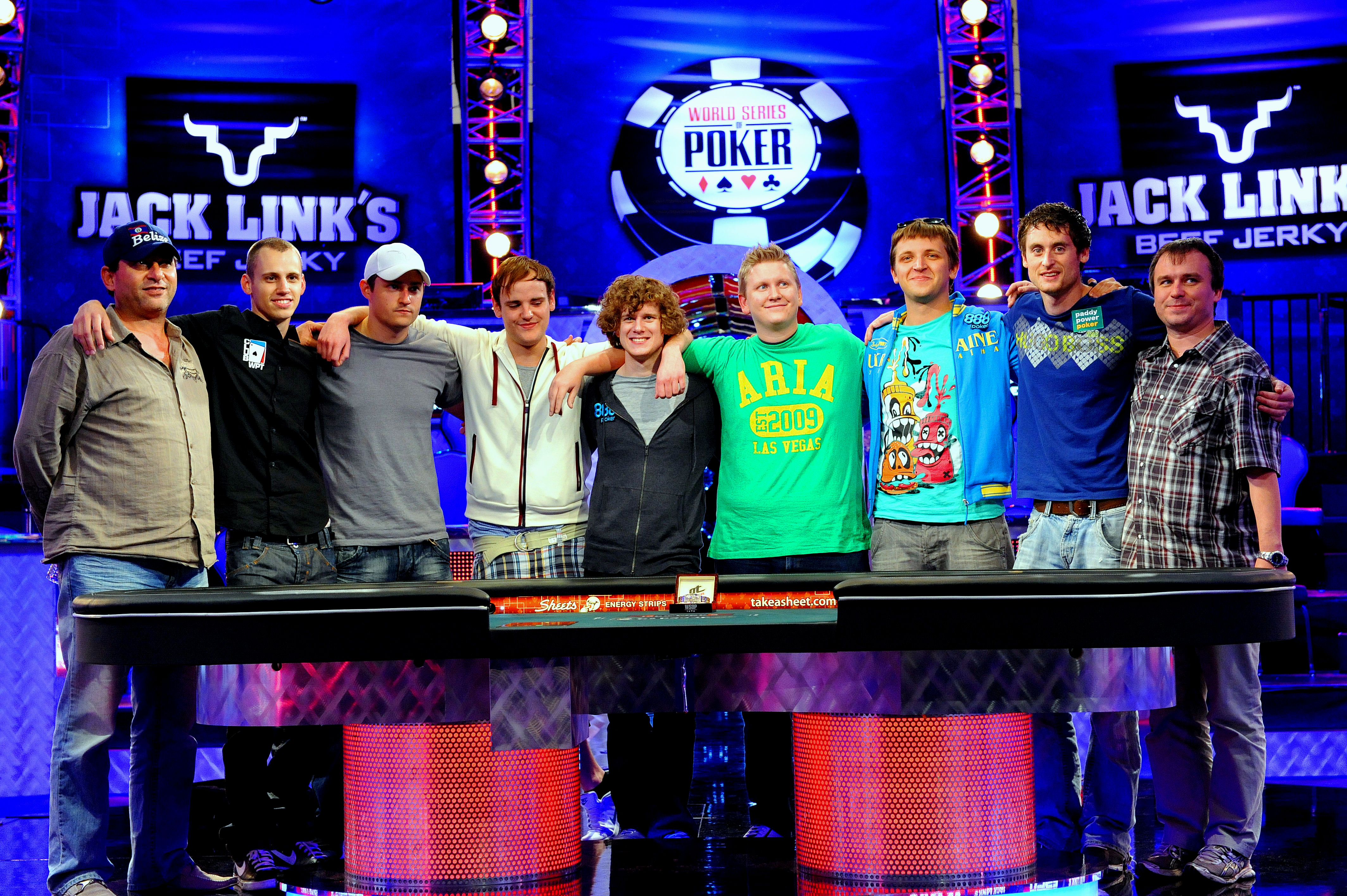
Os November Nines disputaram o título de campeão da Série Mundial de Pôquer de 2011

O November  Nine, disputa final onde os 9 mais bem colocados do evento principal disputaram o título de campeão da Série Mundial de Pôquer de 2011, teve o seguinte resultado: 
| Colocação | Nome                 | Prêmio           |
| --------- | -------------------- | ---------------- |
| 1º        | Pius Heinz           | US$ 8.715.638,00 |
| 2º        | Martin Staszko       | US$ 5.433.086,00 |
| 3º        | Ben Lamb             | US$ 4.021.138,00 |
| 4º        | Matt Giannetti       | US$ 3.012.700,00 |
| 5º        | Phil Collins         | US$ 2.269.599,00 |
| 6º        | Eoghan O'Dea         | US$ 1.720.831,00 |
| 7º        | Badih "Bob" Bounahra | US$ 1.314.097,00 |
| 8º        | Anton Makiievskyi    | US$ 1.010.015,00 |
| 9º        | Sam Holden           | US$ 782.115,00   |